# مهرآباد (اراک)
مهرآباد، روستایی از توابع بخش مرکزی شهرستان اراک در استان مرکزی ایران است.قائم مقام فراهانی صدراعظم مشهور زمان محمدشاه قاجار که به دستور وی کشته شد متولد این روستا بود.

## جمعیت
این روستا در دهستان امیریه قرار دارد و براساس سرشماری مرکز آمار ایران در سال ۱۳۸۵، جمعیت آن ۶۳۳ نفر (۱۸۳ خانوار) بوده‌است.